# Sabo (Künstler)

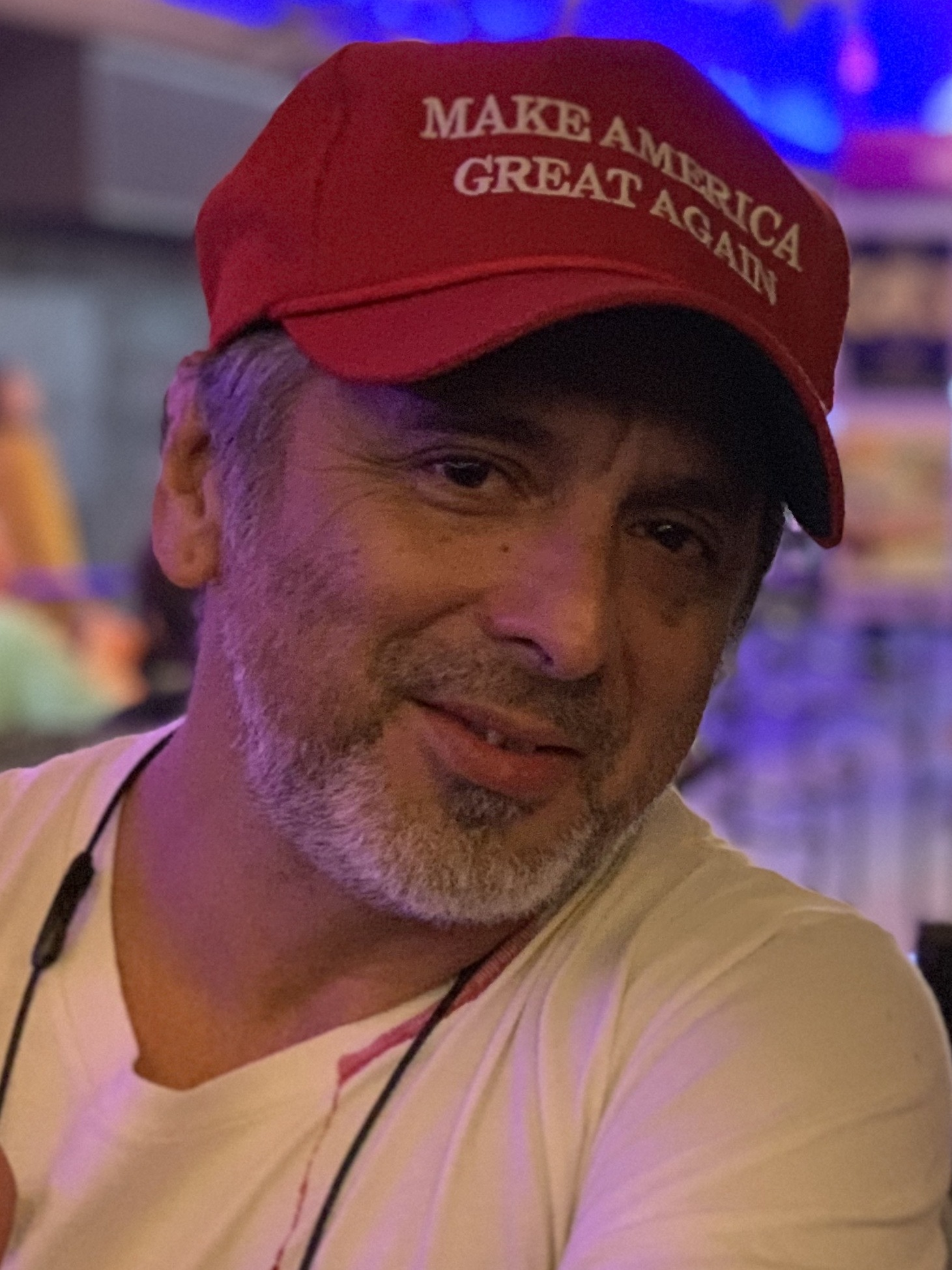
Sabo

Sabo (* 1968) ist ein Streetartkünstler aus Los Angeles.

## Ausbildung
Er absolvierte die United States Marine Corps und studierte am Art Center College of Design.

## Künstlerische Tätigkeit
Sabo konzentriert seine Tätigkeit auf Kunst mit politischer Botschaft. Dabei vertritt er politisch rechte Positionen. Mit Straßenkunst begann er in den 1990er-Jahren. Er erlangte jedoch erst größere Bekanntheit durch eine Fotomontage, die er im Jahr 2014 veröffentlichte. Sie stellte Ted Cruz als muskulösen und tätowierten Mann dar. Der Politiker teilte das Bild auf Twitter, distanzierte sich jedoch später von diesem Werk, da Sabo Rassismus vorgeworfen wurde.
Während der Wahlkampfzeit der Republikanischen Partei veröffentlichte er Kunst, die gegen Donald Trump und dessen Wähler gerichtet waren. So etwa eine Bildmontage, in der der spätere Präsident als Benito Mussolini gezeigt wird. Mittlerweile gilt er jedoch als Trump-Unterstützer.
In Los Angeles veröffentlichte er eine Posterreihe mit dem Titel Republicans are the new punk. Er verkauft T-Shirts und andere Gegenstände mit seinen Bildern sowohl über das Internet als auch bei Veranstaltungen der republikanischen Partei.

## Politische Position
In einem Interview sagte er aus, dass er eine linke politische Einstellung für eine psychische Störung halte. Er glaubt außerdem, dass Barack Obama Muslim sei und Hillary Clinton satanistisch.
Er wird in der ARTE-Dokumentation Propaganda – Wie man Lügen verkauft interviewt.